# Walheim (Frankrijk)
Walheim is een gemeente in het Franse departement Haut-Rhin (regio Grand Est). De gemeente telde op 1 januari 2022 888 inwoners en maakt deel uit van het arrondissement Altkirch.

## Geografie
De oppervlakte van Walheim bedroeg op 1 januari 2022 4,83 vierkante kilometer; de bevolkingsdichtheid was toen 183,9 inwoners per km².

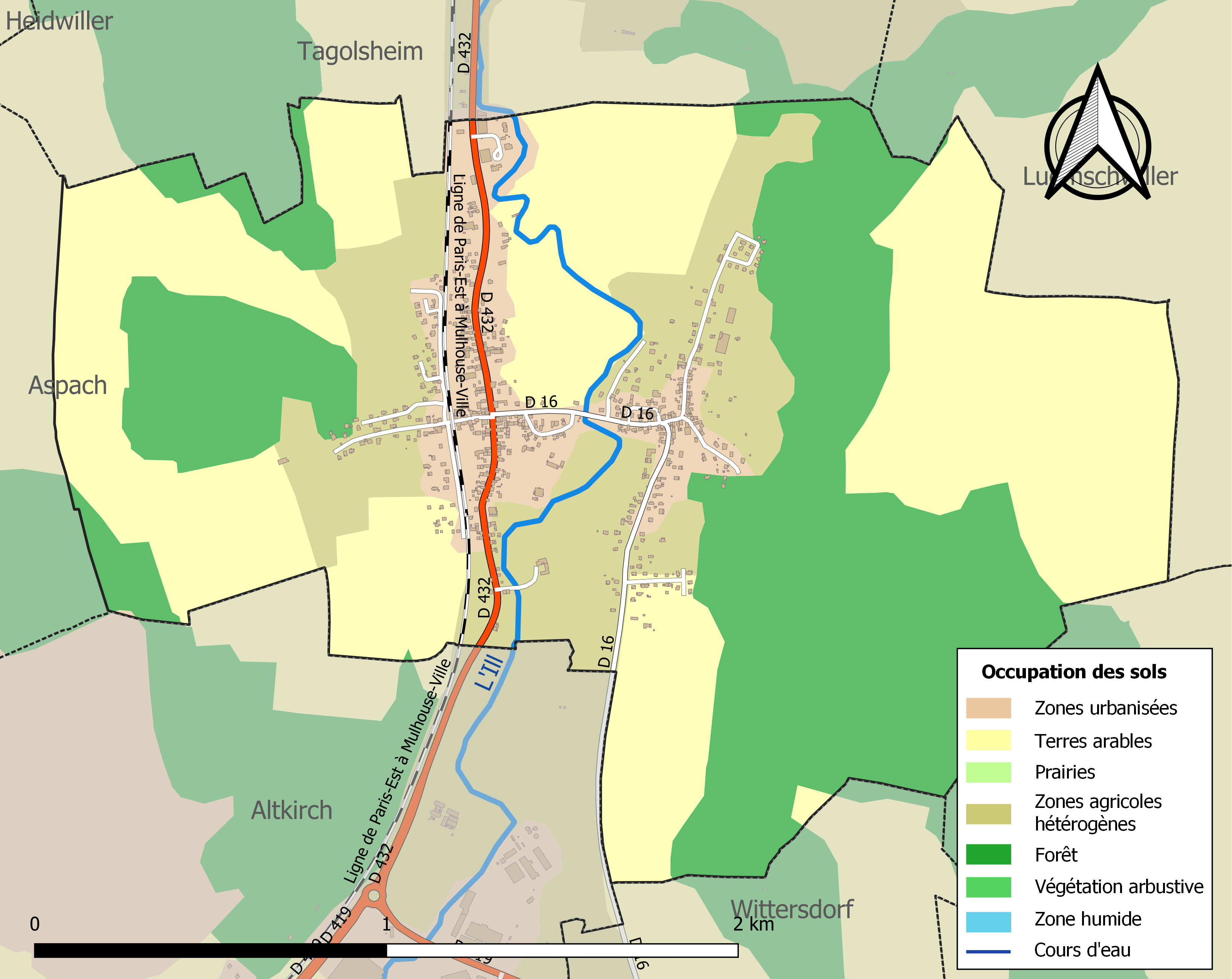
Kaart van de gemeente met de belangrijkste infrastructuur, bodemgebruik en omliggende gemeenten

## Demografie
Onderstaande figuur toont het verloop van het inwonertal (bron: INSEE-tellingen).

## Verkeer en vervoer
In de gemeente staat het spoorwegstation Walheim